# Dear (歌手)
Dear（ディアー）は、日本の女性R&Bシンガー。埼玉県出身。誕生日は4月30日で、年齢は公表されていない。血液型はA型。Knife Edgeに所属している。

## 概要
家族や突然の彼氏との死別、不登校、高校中退。そんな涙の経験を越えて、愛の大切さを歌う女性R&Bシンガー。特に2011年から2012年にかけて連続して発表した5曲は、実体験もとに作詞した作品となっており、恋人との突然の別れの深い悲しみから立ち直っていく一人の女性の心の動きをリアルに綴られた１つの物語となっている。

## 経歴
絶対音感の持ち主。幼少より家族の前で大好きな歌を歌い、歌を生業にと思って多くのオーディションを受けるも一次審査で落選。祖父、育ての父親との永遠の別れも重なり、不登校となり、高校１年で中退後、アルバイトや夜の仕事などを掛け持ちして、過ごしていた。ある時、偶然HIP HOP、R&Bにめぐり逢い、熱さ、強さに惹かれ、そして何よりポジティヴになれる自分に気づき、諦めていたシンガーになるという夢をもう一度追いかけてみたいと強く思うようになる。毎日クラブに通い、デモCDを配る日々を経て、都内のクラブを中心に月に10本を超えるレギュラー・イベントやゲスト出演を抱えるようになる。
音楽活動が軌道に乗りかけた頃、４年間同棲していた男性を交通事故により亡くし、現実を受け入れる事ができず、事故現場に何度も足を運んでは泣く日々を過ごす。
「何故自分だけが…」と絶望の中でも、若い時期に経験した別れや悲しみ、大切に想う気持ちを経験をしたからこそ気付けた「想い」を歌で伝えてたいという想いを胸に秘め、クラブ、ライブハウスでの活動を継続し、やがてマネジメントスタッフとの出会いがきっかけで、夢への扉が開くことになる。
アーティスト名「Dear」は、「最愛なる人たちへ、自分の楽曲を聴いてくださる方々へ、たくさんの愛のメッセージを届けられるアーティストになりたい」という思いを込めて命名したと語っている。
2010年12月にSHIKATAがプロデュースする「Believe Myself - Dear、KEN THE 390&SHIKATA」を携帯系配信限定でリリースするやクラブうた週間チャートで4位、クラブうたフルチャートで3位を獲得する。そのパフォーマンスと透明な声質が認められ、ポニーキャニオン・Knife Edgeレーベルと契約し、同曲は2011年1月1日にHIP HOP・R&BのカルチャーマガジンWOOFIN’のオフィシャル・ミックスCD『勝ちウタ』（Knife Edgeレーベル）に収録される発売され、2011年1月5日からデジタル・シングルとして配信される。また、この曲は読売テレビの「にけつッ!!」のエンデイング（2011年1月〜3月）に採用されている。
2011年7月、彼との突然の別れの実体験をもとに、最愛の人を失った悲しみをリアルに綴った、究極の悲愛ソング「神様、もう一度…。 feat.GIORGIO 13」で、Knife Edgeレーベルレーベルより、メジャーデビューを果たす。
2011年から2012年にかけては、着うたやミュージックビデオを活用し、配信を中心としたリリース活動を展開
。
2012年3月7日には、これまでに配信された5曲を含む1stアルバム『Dear U』を発売した。
2012年には、YouTubeにDearチャンネルを開設し、カバー曲の歌唱動画や愛犬ポルコとの日常を公開するなど、多角的な活動を行っている。
2018年4月3日には、セルフプロディースでオリジナル曲「What a beautifulday」をDearチャンネルから配信。
2017年5月23日には、心之助やGANMAと共に、ワンちゃんたちへのラブソング「わんライフ」を制作・リリースした。Dearは愛犬家としても知られ、愛犬ポルコの専用チャンネルを別に開設しており、この楽曲はドッグウェアブランド「Vague」のオフィシャルソングとして採用されている。

## ディスコグラフィー

### アルバム
|   | 発売日       | タイトル | 収録曲 | レーベル/配信元 |
| - | ------------ | -------- | --- | --------------- |
| 1 | 2012年3月7日 | Dear U   | 1. 神様、もう一度…。 feat. GIORGIO 13（NERDHEAD） 2. 最後にひとつだけ。 feat. K.J. 3. 幸せになりたい。 feat. CLIFF EDGE 4. Dear U～Part1 5. ずっとキミのそばで…。 feat. Massattack from Spontania 6. ふたりで、ひとつだから。 feat. WISE 7. Feel My Love feat. YUTAKA（Full Of Harmony） 8. Dear U～Part2 9. Believe Myself 10. サヨナラさえ言えたなら feat. Dear&CORN HEAD | Knife Edge      |

### デジタル・シングル
|   | 発売日                                                           | タイトル                                             | タイアップ                                                                           | レーベル/配信元 |
| - | ---------------------------------------------------------------- | ---------------------------------------------------- | ------------------------------------------------------------------------------------ | --------------- |
| 1 | 2011年1月5日                                                     | Believe Myself / Dear, KEN THE 390 & SHIKATA         | 読売テレビの「にけつッ!!」のエンデイングテーマ                                       | Knife Edge      |
| 2 | 2011年7月20日（着うた:2011年7月13日、着うたフル2011年7月20日）   | 神様、もう一度…。feat. GIORGIO13 (NERDHEAD)          | よみうりテレビ「ザ・狩人 こちら地球情報局」エンディングテーマ                        | Knife Edge      |
| 3 | 2011年10月26日（着うた:2011年10月5日、着うたフル2011年10月19日） | 最後にひとつだけ。feat. K.J.                         | テレビ東京「ちょこっとイイコト 岡村ほんこん しあわせプロジェクト」エンディングテーマ | Knife Edge      |
| 4 | 2011年12月21日（着うた:2011年12月7日、着うたフル2011年12月14日） | 幸せになりたい。feat. CLIFF EDGE                     | テレビ東京「ちょこっとイイコト 岡村ほんこん しあわせプロジェクト」エンディングテーマ | Knife Edge      |
| 5 | 2012年2月8日（着うた:2012年1月25日、着うたフル2012年2月1日）     | ずっとキミのそばで…。feat. Massattack from Spontania |                                                                                      | Knife Edge      |
| 6 | 2012年3月7日（着うた:2012年2月22日、着うたフル2012年2月29日）    | ふたりで、ひとつだから。feat. WISE                   | テレビ東京系「流派-R」3月度エンディング・テーマ                                      | Knife Edge      |
| 7 | 2018年4月3日                                                     | What a beautifulday                                  | YouTubeにてセルフリリース                                                            |                 |

### 参加作品
|   | 発売日        | CDタイトル                                      | タイトル                                        | アーティスト               | レーベル/配信元  |
| - | ------------- | ----------------------------------------------- | ----------------------------------------------- | -------------------------- | ---------------- |
| 1 | 2012年3月21日 | ワカレヨ…別れるしかない。feat.中村舞子/Dear/TiA | ワカレヨ…別れるしかない。feat.中村舞子/Dear/TiA | K.J.、中村舞子、Dear、TiA  | Knife Edge       |
| 2 | 2012年7月25日 | WOOFIN’ presents ”MAN & WOMAN”                  | Believe Myself                                  | Dear、KEN THE 390、SHIKATA | ポニーキャニオン |
| 3 | 2012年7月18日 | BEST 2007-2012 ～Prologue～                     | Believe Myself                                  | Dear、KEN THE 390、SHIKATA | Toy's Factory    |
| 4 | 2012年9月5日  | 渋谷 RAGGA SWEET COLLECTION 2 SPICY CHOCOLATE   | ふたりで、ひとつだから。feat. WISE              | Dear、WISE                 | DELICIOUS DELI   |
| 5 | 2013年11月6日 | セツ泣きBEST COVERS                             | 奇跡を望むなら...（JUJUのカバー）               | Dear                       | ポニーキャニオン |
| 6 | 2017年5月23日 | わんライフ                                      | わんライフ                                      | GANMA, Dear & 心之助       | SureBiz Records  |

### カバー（YouTube配信）
|    | 配信日        | タイトル                                      | オリジナルアーティスト |
| -- | ------------- | --------------------------------------------- | ---------------------- |
| 1  | 2012年6月24日 | 真昼の月                                      | いきものがかり         |
| 2  | 2017年3月15日 | 金魚花火                                      | 大塚愛                 |
| 3  | 2017年4月22日 | missing you                                   | 具島直子               |
| 4  | 2017年9月9日  | MOONLIGHT                                     | 華原朋美               |
| 5  | 2018年2月19日 | 祈り〜You Raise Me Up                         | リナ・パーク           |
| 6  | 2018年2月25日 | たばこ Piano ver.                             | コレサワ               |
| 7  | 2018年2月28日 | いかないで / Piano ver.                       | 想太                   |
| 8  | 2018年4月24日 | 千と千尋の神隠し - いのちの名前（Short ver.） | 木村弓                 |
| 9  | 2018年4月24日 | Pretender (piano ver.)                        | Official髭男dism       |
| 10 | 2020年4月5日  | うちで踊ろう                                  | 星野源                 |
| 11 | 2020年5月10日 | 変わらないもの                                | 奥華子                 |
| 12 | 2020年9月9日  | ふたり                                        | いきものがかり         |
| 13 | 2020年9月29日 | 涙そうそう                                    | 夏川りみ               |
| 14 | 2021年1月6日  | えんとつ町のプペル                            | ロザリーナ             |
| 15 | 2021年2月1日  | 虹                                            | 菅田将暉               |

### ミュージックビデオ
|   | 発売日         | タイトル                                    | 出演者             | レーベル/配信元             |
| - | -------------- | ------------------------------------------- | ------------------ | --------------------------- |
| 1 | 2011年7月1日   | 神様、もう一度…。feat. GIORGIO13 (NERDHEAD) | 一条つかさ、YUGA   | ポニーキャニオン公式YouTube |
| 2 | 2011年8月31日  | 最後にひとつだけ。feat. K.J.                | 高橋真依子、nicola | ポニーキャニオン公式YouTube |
| 3 | 2011年11月17日 | 幸せになりたい。feat. CLIFF EDGE            | 安井レイ、松岡卓弥 | ポニーキャニオン公式YouTube |
| 4 | 2012年2月17日  | ふたりで、ひとつだから。feat. WISE          | 小原優花、引地敬澄 | ポニーキャニオン公式YouTube |